# Шаньгіна (Шадрінський район)
Ша́ньгіна (рос. Шаньгина) — присілок у складі Шадрінського району Курганської області, Росія. Входить до складу Тюленевської сільської ради.
Населення — 24 особи (2010, 33 у 2002).
Національний склад станом на 2002 рік: росіяни — 88 %.